# Гел за косу
Гел за косу је козметички производ који се користи за обликовање и учвршћивање фризуре. Oсим што је учвршћује, обично има i пријатан мирис који парфемише косу. Последњих година на тржишту се појавио велики број различитих препарата за обликовање косе, од различитих састојака, али гел за косу је и даље међу најчешће коришћеним. Користе га најчешће мушкарци, али и жене, а последњих година производе се гелови за косу намењени деци.

## Историја
Гел за косу је стари препарат који се користио за учвршћивање косе и стилизовање одређене фризуре. Слични производи користили су се још у античком добу и углавном су прављени од смоле, глине или каучука. 
Први прави производ за обликовање косе настао је 1948. године у Илиноису у Сједињеним Америчким Државама. Ипак, у широку употребу ушли су тек почетком осамдесетих година двадесетог века. Данас се на тржишту могу наћи различити типови гелова за косу, као што су гел за учвршћивање косе, гел за косу у боји, гел за косу за децу и многи други.

## Састојци и врсте гелова за косу
Средином 20. века, када је настао, основни састојци за производњу гела за косу били су природна смола и шелак. Данас су гелови за косу састављен углавном од полимера који су базирани на винилмономерима као што су поливинилпиролидон и винилпиролидон. У састав већине стандардних гелова за косу улазе следеће супстанце:
- вода,
- карбомер,
- дисодијум,
- глицерин,
- бензофенон 4 као стабилизатор,
- дазолидинил урее или јодопрофинил бутилкарбамата,
- полимер ПВП К-90,
- диметиламиноетилметакрилат кополимера,
- мириси и неутрализатори.

Катјонски полимери су главни конституенти гелова за косу. Позитивно наелектрисање у полимерима изазива их да се шире, чинећи гел вискознијим. Гелови за косу су отпорни на природне конформације протеина и дозвољавају коси да буде обликована, јер проширени полимери заузимају више простора него скупљени полимери и стога се супротстављају протоку солвентних молекула око њега. Позитивно наелектрисање такође везује гел за негативно наелектрисане амино киселине на површини кератинских молекула у коси.
У продаји се данас могу наћи гелови за косу различите јачине, погодни за благо до екстремно јако учвршћивање косе, само за обликовање фризуре или за постизање ефекта мокре косе. Осим оних класичних, који се наносе рукама, данс се продаји и гелови за косу у спреју.

### Гел за косу без алкохола
Већина гелова за косу садржи алкохол, што може изазвати претерано сушење власишта. Како је технологија препарата за стилизовање косе напредовала, све више се праве гелови за косу без алкохола. Ово је свакако напреднија и боља верзија гела за косу. Производи на бази алкохола неће нужно направити велику штету на коси, али то свакако може да се деси. Алкохол у великим количинама може прилично дехидрирати за косу, због чега људи са нормалном и сувом косом обично избегавају било који производ са овим састојком.

### Гел за косу у боји
Осим што учвршћују косу, данас се на тржишту могу наћи и гелови који коси додају и боју. Овај производ је идеалан за оне који не желе да бојом оштете своју косу, или желе модерну боју само у одређеним приликама. Ове боје могу се наносити на косу и без одласка код фризера, а спирају се већ после првог прања. Гел за косу у боји, осим што обликује фризуру и боји косу, већина ових препарата има у себи састојке попут алое вере, који хране и хидрирају косу. Постоје гелови за косу у боји који трајније боје косу. Најчешће се користе гелови за косу у сребрној и златној боји. Ови гелови талође су корисни за прикривање седих власи.

### Гел за косу од ланеног семена
Ефикасан гел за косу може се направити и од семена лана. Семе лана садржи доста протеина, витамина и масних киселина које су одличне за одржавање здравља косе. Кувањем ланено семе испушта својеврсну желатинозну масу, која је идеална за примену у козметичке сврхе. Кувањем ланеног семена може се добити природни гел за косу који ће не само обликовати, већ и нахранити косу и побољшати њен свеукупни изглед. Осим тога, желатинозна маса лана ствара невидљиви заштитни слој на власима и штити их од негативних деловања топлоте и УВ зрака. 

## Употреба
Гел се углавном наноси рукама на мокру, претходно опрану косу. Да би се постигао жељени ефекат довољна је мала количина гела. Прекомерна употреба може довести до проређивања косе. Због састојака које садржи, гел за косу је у почетку мекан. Лако се наноси због водене базе и желатинасте структуре, али већ после неколико минута постиже жељени ефекат, а то је јака и чврста фризура. Након наношења гела фризуру је могуће преобликовати. Мокрим рукама гел се лако поново може размекшати и коса поново обликовати, без поновног додавања гела. Гелом за косу могу се обликовати модерне фризуре, а посебно је погодан за обликовање кратке косе и крајева.
За повећање волумена гел је потребно нанети на корен косе. Лаган, пенасти гел је ефикасан када треба формирати лежерну фризуру. Овај гел даје коси известан волумен и уноси живост у њу. Гел који је средње чврст је одличан за сјајне врхове, односно шиљке, и уз помоћ њега се постиже да коса стоји право и да се одупире гравитацији. Густ и јако чврст гел формира фризуру која може задржати непромењен облик током целог дана. За дефинисање локни код коврџаве косе користе се посебни гелови за косу, а најбоље се третира коса која није сува. Различити препарати могу коси обезбедити додатну влагу, али не и сви гелови.

## Недостаци гелова за косу
Гел за косу има и својих мана, поготово уколико се превише често користи или се користи у већим количинама. Неправилна употреба гела за косу може довести до проблема са власиштем. Стручњаци тврде да прекомерна и честа употреба гела за косу може довести до појаве перути, што се и дешава код особа које свакодневно користе гел за обликовање косе. Такође, што је већа снага учвршћивања гела, чешћи су и нежељени ефекти. Након употребе гела косу треба добро опрати благим шампоном без сулфата два пута за редом, а затим је треба третирати балзамом за косу, како би јој се обезбедила неопходна хидратација.